# Eudorylaimus carteri
Eudorylaimus carteri är en rundmaskart. Eudorylaimus carteri ingår i släktet Eudorylaimus, och familjen Qudsianematidae. Arten är reproducerande i Sverige.